# Llista d'asteroides/80201–80300
| Nom     | Designació provisional | Data de descobriment | Lloc de descobriment | Descobridor/s |
| ------- | ---------------------- | -------------------- | -------------------- | ------------- |
| 80201 - | 1999 VG54              | 4 de novembre, 1999  | Socorro              | LINEAR        |
| 80202 - | 1999 VU57              | 4 de novembre, 1999  | Socorro              | LINEAR        |
| 80203 - | 1999 VA58              | 4 de novembre, 1999  | Socorro              | LINEAR        |
| 80204 - | 1999 VF58              | 4 de novembre, 1999  | Socorro              | LINEAR        |
| 80205 - | 1999 VV59              | 4 de novembre, 1999  | Socorro              | LINEAR        |
| 80206 - | 1999 VU69              | 4 de novembre, 1999  | Socorro              | LINEAR        |
| 80207 - | 1999 VH73              | 1 de novembre, 1999  | Kitt Peak            | Spacewatch    |
| 80208 - | 1999 VG81              | 4 de novembre, 1999  | Socorro              | LINEAR        |
| 80209 - | 1999 VK89              | 4 de novembre, 1999  | Socorro              | LINEAR        |
| 80210 - | 1999 VN90              | 5 de novembre, 1999  | Socorro              | LINEAR        |
| 80211 - | 1999 VF95              | 9 de novembre, 1999  | Socorro              | LINEAR        |
| 80212 - | 1999 VQ96              | 9 de novembre, 1999  | Socorro              | LINEAR        |
| 80213 - | 1999 VS105             | 9 de novembre, 1999  | Socorro              | LINEAR        |
| 80214 - | 1999 VG107             | 9 de novembre, 1999  | Socorro              | LINEAR        |
| 80215 - | 1999 VM111             | 9 de novembre, 1999  | Socorro              | LINEAR        |
| 80216 - | 1999 VL112             | 9 de novembre, 1999  | Socorro              | LINEAR        |
| 80217 - | 1999 VX114             | 9 de novembre, 1999  | Catalina             | CSS           |
| 80218 - | 1999 VO123             | 5 de novembre, 1999  | Kitt Peak            | Spacewatch    |
| 80219 - | 1999 VA124             | 5 de novembre, 1999  | Kitt Peak            | Spacewatch    |
| 80220 - | 1999 VC144             | 11 de novembre, 1999 | Catalina             | CSS           |
| 80221 - | 1999 VM144             | 11 de novembre, 1999 | Catalina             | CSS           |
| 80222 - | 1999 VP144             | 11 de novembre, 1999 | Catalina             | CSS           |
| 80223 - | 1999 VH151             | 14 de novembre, 1999 | Socorro              | LINEAR        |
| 80224 - | 1999 VH160             | 14 de novembre, 1999 | Socorro              | LINEAR        |
| 80225 - | 1999 VT160             | 14 de novembre, 1999 | Socorro              | LINEAR        |
| 80226 - | 1999 VP166             | 14 de novembre, 1999 | Socorro              | LINEAR        |
| 80227 - | 1999 VH168             | 14 de novembre, 1999 | Socorro              | LINEAR        |
| 80228 - | 1999 VN170             | 14 de novembre, 1999 | Socorro              | LINEAR        |
| 80229 - | 1999 VA171             | 14 de novembre, 1999 | Socorro              | LINEAR        |
| 80230 - | 1999 VH171             | 14 de novembre, 1999 | Socorro              | LINEAR        |
| 80231 - | 1999 VF187             | 15 de novembre, 1999 | Socorro              | LINEAR        |
| 80232 - | 1999 VQ188             | 15 de novembre, 1999 | Socorro              | LINEAR        |
| 80233 - | 1999 VB190             | 15 de novembre, 1999 | Socorro              | LINEAR        |
| 80234 - | 1999 VK195             | 3 de novembre, 1999  | Catalina             | CSS           |
| 80235 - | 1999 VO201             | 3 de novembre, 1999  | Socorro              | LINEAR        |
| 80236 - | 1999 VX201             | 3 de novembre, 1999  | Socorro              | LINEAR        |
| 80237 - | 1999 VR208             | 10 de novembre, 1999 | Kitt Peak            | Spacewatch    |
| 80238 - | 1999 VH218             | 5 de novembre, 1999  | Socorro              | LINEAR        |
| 80239 - | 1999 VM220             | 3 de novembre, 1999  | Socorro              | LINEAR        |
| 80240 - | 1999 VZ223             | 5 de novembre, 1999  | Socorro              | LINEAR        |
| 80241 - | 1999 VH225             | 5 de novembre, 1999  | Socorro              | LINEAR        |
| 80242 - | 1999 WT                | 18 de novembre, 1999 | Oohira               | T. Urata      |
| 80243 - | 1999 WL1               | 28 de novembre, 1999 | Kleť                 | Kleť          |
| 80244 - | 1999 WY1               | 25 de novembre, 1999 | Višnjan Observatory  | K. Korlević   |
| 80245 - | 1999 WM4               | 28 de novembre, 1999 | Oizumi               | T. Kobayashi  |
| 80246 - | 1999 WW6               | 28 de novembre, 1999 | Višnjan Observatory  | K. Korlević   |
| 80247 - | 1999 WD7               | 28 de novembre, 1999 | Višnjan Observatory  | K. Korlević   |
| 80248 - | 1999 WL7               | 28 de novembre, 1999 | Višnjan Observatory  | K. Korlević   |
| 80249 - | 1999 WB9               | 30 de novembre, 1999 | Zeno                 | T. Stafford   |
| 80250 - | 1999 WW9               | 30 de novembre, 1999 | Oizumi               | T. Kobayashi  |
| 80251 - | 1999 WW11              | 28 de novembre, 1999 | Kitt Peak            | Spacewatch    |
| 80252 - | 1999 WD12              | 28 de novembre, 1999 | Kitt Peak            | Spacewatch    |
| 80253 - | 1999 WF13              | 30 de novembre, 1999 | Kitt Peak            | Spacewatch    |
| 80254 - | 1999 WG13              | 30 de novembre, 1999 | Kitt Peak            | Spacewatch    |
| 80255 - | 1999 WZ19              | 16 de novembre, 1999 | Catalina             | CSS           |
| 80256 - | 1999 XD1               | 2 de desembre, 1999  | Oizumi               | T. Kobayashi  |
| 80257 - | 1999 XF3               | 4 de desembre, 1999  | Catalina             | CSS           |
| 80258 - | 1999 XE5               | 4 de desembre, 1999  | Catalina             | CSS           |
| 80259 - | 1999 XW5               | 4 de desembre, 1999  | Catalina             | CSS           |
| 80260 - | 1999 XR6               | 4 de desembre, 1999  | Catalina             | CSS           |
| 80261 - | 1999 XV9               | 4 de desembre, 1999  | Kitt Peak            | Spacewatch    |
| 80262 - | 1999 XY13              | 5 de desembre, 1999  | Socorro              | LINEAR        |
| 80263 - | 1999 XQ15              | 5 de desembre, 1999  | Višnjan Observatory  | K. Korlević   |
| 80264 - | 1999 XR15              | 5 de desembre, 1999  | Višnjan Observatory  | K. Korlević   |
| 80265 - | 1999 XV21              | 5 de desembre, 1999  | Socorro              | LINEAR        |
| 80266 - | 1999 XE22              | 5 de desembre, 1999  | Socorro              | LINEAR        |
| 80267 - | 1999 XX25              | 6 de desembre, 1999  | Socorro              | LINEAR        |
| 80268 - | 1999 XU27              | 6 de desembre, 1999  | Socorro              | LINEAR        |
| 80269 - | 1999 XW28              | 6 de desembre, 1999  | Socorro              | LINEAR        |
| 80270 - | 1999 XJ29              | 6 de desembre, 1999  | Socorro              | LINEAR        |
| 80271 - | 1999 XY29              | 6 de desembre, 1999  | Socorro              | LINEAR        |
| 80272 - | 1999 XJ30              | 6 de desembre, 1999  | Socorro              | LINEAR        |
| 80273 - | 1999 XQ30              | 6 de desembre, 1999  | Socorro              | LINEAR        |
| 80274 - | 1999 XW30              | 6 de desembre, 1999  | Socorro              | LINEAR        |
| 80275 - | 1999 XY31              | 6 de desembre, 1999  | Socorro              | LINEAR        |
| 80276 - | 1999 XL32              | 6 de desembre, 1999  | Socorro              | LINEAR        |
| 80277 - | 1999 XQ32              | 6 de desembre, 1999  | Socorro              | LINEAR        |
| 80278 - | 1999 XH33              | 6 de desembre, 1999  | Socorro              | LINEAR        |
| 80279 - | 1999 XP33              | 6 de desembre, 1999  | Socorro              | LINEAR        |
| 80280 - | 1999 XX33              | 6 de desembre, 1999  | Socorro              | LINEAR        |
| 80281 - | 1999 XS34              | 6 de desembre, 1999  | Socorro              | LINEAR        |
| 80282 - | 1999 XF35              | 7 de desembre, 1999  | Socorro              | LINEAR        |
| 80283 - | 1999 XF36              | 6 de desembre, 1999  | Oizumi               | T. Kobayashi  |
| 80284 - | 1999 XH39              | 6 de desembre, 1999  | Socorro              | LINEAR        |
| 80285 - | 1999 XH40              | 7 de desembre, 1999  | Socorro              | LINEAR        |
| 80286 - | 1999 XZ43              | 7 de desembre, 1999  | Socorro              | LINEAR        |
| 80287 - | 1999 XZ44              | 7 de desembre, 1999  | Socorro              | LINEAR        |
| 80288 - | 1999 XU48              | 7 de desembre, 1999  | Socorro              | LINEAR        |
| 80289 - | 1999 XP49              | 7 de desembre, 1999  | Socorro              | LINEAR        |
| 80290 - | 1999 XK53              | 7 de desembre, 1999  | Socorro              | LINEAR        |
| 80291 - | 1999 XB55              | 7 de desembre, 1999  | Socorro              | LINEAR        |
| 80292 - | 1999 XX55              | 7 de desembre, 1999  | Socorro              | LINEAR        |
| 80293 - | 1999 XS56              | 7 de desembre, 1999  | Socorro              | LINEAR        |
| 80294 - | 1999 XU57              | 7 de desembre, 1999  | Socorro              | LINEAR        |
| 80295 - | 1999 XY57              | 7 de desembre, 1999  | Socorro              | LINEAR        |
| 80296 - | 1999 XM58              | 7 de desembre, 1999  | Socorro              | LINEAR        |
| 80297 - | 1999 XS59              | 7 de desembre, 1999  | Socorro              | LINEAR        |
| 80298 - | 1999 XE60              | 7 de desembre, 1999  | Socorro              | LINEAR        |
| 80299 - | 1999 XJ60              | 7 de desembre, 1999  | Socorro              | LINEAR        |
| 80300 - | 1999 XV63              | 7 de desembre, 1999  | Socorro              | LINEAR        |